# Italoalbán bizánci katolikus egyház
Az italoalbán bizánci katolikus egyház (olaszul: Chiesa Cattolica Italo-Greca) a 23 keleti katolikus egyház egyike. Egységben van a római pápai székkel, közvetlenül a római Keleti Egyházak Kongregációja alá tartozó sui iuris egyház. Bizánci rítust követ, tagjai főként Szicíliában és Dél-Olaszországban élnek.

## Története
A keleti rítusú egyház jelenléte Itáliában ősi gyökerekre megy vissza. A Kr. u. 8. század előtti időkből nincsenek pontos információink a rítus elterjedtségéről a félszigeten, de biztos, hogy a különösen Dél-Itáliában szaporodó görög kolostorok (a "görög" szó itt nem etnikai jelentésű, hanem a latin rítussal szemben a 'keleti keresztény' kifejezője) jelenléte nem maradt hatástalan. A bizánci hagyományok terjedése több hullámban is felerősödött az évszázadok során, például a 8. században, amikor III. León bizánci császár Dél-Itáliát kivette a pápa fennhatósága alól és a konstantinápolyi pátriárka joghatósága alá rendelte, majd később, amikor Szicília mórok általi megszállása nyomán az onnan menekülő keleti rítusú keresztények a félszigetre áramlottak. Voltak azonban ellenkező irányultságú, re-latinizációs periódusok is, például a 11. századi normann hódítások idején, illetve VII. Gergely pápa korában.
Az italoalbán bizánci katolikus egyház mai tagjai mindazonáltal túlnyomó részt azoknak az albánoknak leszármazottai, akik az oszmán betörések miatt menekülve telepedtek meg itt, különösen Szkander bég halála (1468) után. Egy részük a mai napig megtartotta ősei nyelvét, különösen Taranto és Calabria környékén. Nem minden albán volt azonban bizánci rítusú hívő, mivel az említett menekültek nagy része az észak-albániai, főleg latin rítusú vidékről származott.
Miután a latin rítusú egyház uralma megszilárdult egész Itáliában, a bizánci szertartású hívek egészen 1919-ig egyházjogilag a helyileg illetékes latin rítusú püspök fennhatósága alá tartoztak. A pápák azonban időnként kineveztek egy címzetes érseket, aki Rómában székelt, és a keleti rítusú papok szentelését végezte. 1919-ben hozta létre XV. Benedek pápa a Lungrói eparchiát, mint a félszigeten élő bizánci rítusú hívek számára létesített egyházkormányzati egységet, majd 1937-ben létrejött a Pianai görög eparchia hasonló célból Szicíliában is. (1941-ben ennek neve Pianai albán eparchiára változott.) Ugyancsak 1937-ben vált ki a helyi latin rítusú püspök fennhatósága alól területi apátsággá szervezve a grottaferratai bizánci rítusú kolostor.
2010-ben az egyház tagjainak száma becslések szerint körülbelül 61 000 hívő volt, köztük két püspök, 45 plébánia, 82 pap, 5 diakónus, 207 szerzetes és nővér.

## A grottaferratai területi apátság

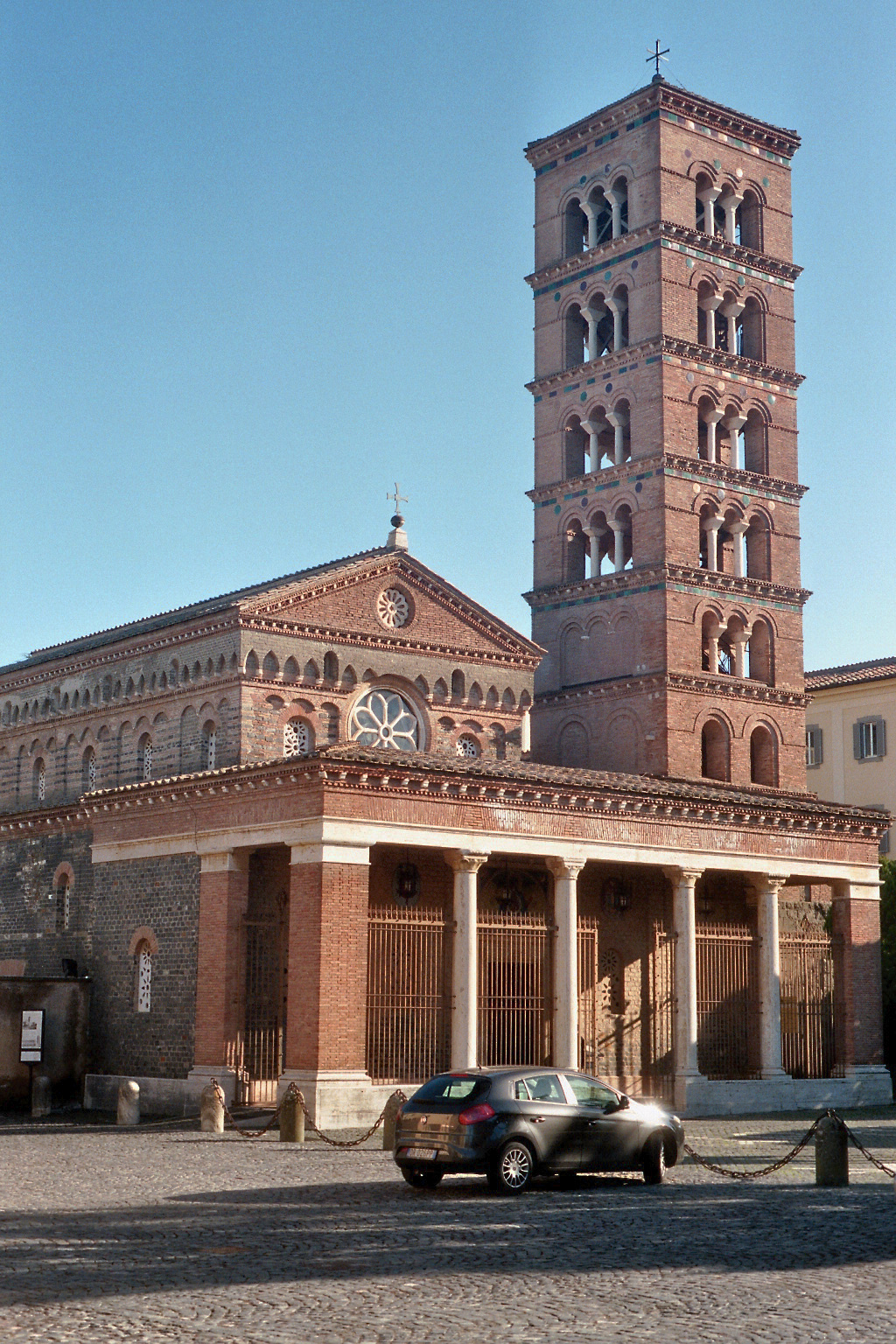
A grottaferratai apátság temploma

A Grottaferratai Szűz Mária Területi Apátság, mint az egyetlen itáliai bazilita rend kolostora, az egykor virágzó itáliai görög szerzetesség egyetlen máig működő emléke. A Grottaferratai Italoalbán Bazilita Rend (rövidítve O.S.B.I.) az italoalbán bizánci katolikus egyház szerzetesrendje. Helyileg a kolostor Grottaferratában, Róma közelében, Lazio tartomány területén található. 
1880-ban a Szentszék elrendelte, hogy a kolostor liturgiáját tisztítsák meg az évszázadok során bevezetett latin elemektől, helyreállítva ezzel annak eredeti bizánci karakterét. Ettől kezdve már a hivatásokat sem az általános olasz népesség körében keresték, hanem főleg az italoalbánok között. A szerzetesek új kolostorokat is alapítottak Szicíliában és Calabriában.

## Olaszországon kívül
Az Egyesült Államokban több bizánci rítusú közösség van, például Las Vegasban (a phoenixi bizánci katolikus eparchia joghatósága alatt), illetve egy italogörög katolikus misszió New Yorkban, a római katolikus érsekség joghatósága alatt.

## Fordítás
Ez a szócikk részben vagy egészben  az   Italo-Albanian_Catholic_Church című angol Wikipédia-szócikk fordításán alapul.  Az eredeti cikk szerkesztőit annak laptörténete sorolja fel. Ez a jelzés csupán a megfogalmazás eredetét és a szerzői jogokat jelzi, nem szolgál a cikkben szereplő információk forrásmegjelöléseként.